# 第十六季超級籃球聯賽季後賽
第十六季超級籃球聯賽季後賽是第十六季超級籃球聯賽例行賽後的系列賽程，第一輪將在2019年4月13日開打，第二輪將在2019年4月20日開打；首輪四戰三勝；
例行賽第五的金門酒廠碰上第四的裕隆納智捷（先享有1勝的優勢），遇上例行賽第一的富邦勇士，結果由例行賽第六的台北達欣碰上第三的桃園璞園（先享有1勝的優勢），遇上例行賽第二的台灣啤酒；冠軍賽事將在5月4日開打。

## 晉級形式圖
|  | 第一輪 | 第一輪     | 第一輪 |  |   | 第二輪 | 第二輪     | 第二輪 |          |   | 冠軍賽 | 冠軍賽   | 冠軍賽 |  |  |
|  |        |            |        |  |   |        |            |        |          |   |        |          |        |  |  |
|  | 4      | 裕隆納智捷 | 3      |  |   | 1      | 富邦勇士   | 4      |          |   |        |          |        |  |  |
|  | 5      | 金門酒廠   | 0      |  |   | 4      | 裕隆納智捷 | 2      |          |   |        |          |        |  |  |
|  | 5      | 金門酒廠   | 0      |  | 1 | 4      | 裕隆納智捷 | 2      | 富邦勇士 | 4 |        |          |        |  |  |
|  |        |            |        |  |   |        |            |        |          | 4 |        |          |        |  |  |
|  |        |            |        |  |   |        |            |        |          |   | 2      | 台灣啤酒 | 0      |  |  |
|  | 3      | 桃園璞園   | 3      |  |   | 2      | 台灣啤酒   | 4      |          |   | 2      | 台灣啤酒 | 0      |  |  |
|  | 3      | 桃園璞園   | 3      |  |   | 2      | 台灣啤酒   | 4      |          |   |        |          |        |  |  |
|  | 6      | 台北達欣   | 1      |  |   | 3      | 桃園璞園   | 2      |          |   |        |          |        |  |  |

## 季後賽第一輪
Game 1
| 4月13日 17:00 |

| 賽後數據 |

| 裕隆納智捷 74–63 金門酒廠                     |  |                                               |
| 得分： 夏普 21 篮板： 夏普 14 助攻： 林韋翰 9 |  | 得分： 佐藍 13 篮板： 賽勒 22 助攻： 陳靖寰 4 |

| 4月13日 19:00 |

| 賽後數據 |

| 桃園璞園 80–77 台北達欣                         |  |                                                       |
| 得分： 施晉堯 19 篮板： 強森 10 助攻： 吳家駿 6 |  | 得分： O·J·梅奧 17 篮板： 麥克連 13 助攻： 多個球員 5 |

Game 2
| 4月14日 17:00 |

| 賽後數據 |

| 金門酒廠 73–76 裕隆納智捷                     |  |                                               |
| 得分： 佐藍 21 篮板： 賽勒 16 助攻： 蘇奕晉 8 |  | 得分： 呂政儒 20 篮板： 夏普 13 助攻： 夏普 8 |

| 4月14日 19:00 |

| 賽後數據 |

| 台北達欣 84–77 桃園璞園                               |  |                                            |
| 得分： O·J·梅奧 27 篮板： 麥克連 15 助攻： O·J·梅奧 5 |  | 得分： 強森 17 篮板： 凱爾 9 助攻： 強森 7 |

Game 3
| 4月16日 19:00 |

| 賽後數據 |

| 桃園璞園 102–81 台北達欣                      |  |                                                       |
| 得分： 強森 32 篮板： 強森 13 助攻： 吳家駿 7 |  | 得分： O·J·梅奧 28 篮板： 麥克連 20 助攻： 多個球員 3 |

## 季後賽第二輪
Game 1
| 4月20日 17:00 |

| 賽後數據 |

| 富邦勇士 88–78 裕隆納智捷                         |  |                                             |
| 得分： 米歇爾 19 篮板： 蔡文誠 10 助攻： 林書緯 5 |  | 得分： 夏普 22 篮板： 夏普 19 助攻： 夏普 3 |

| 4月20日 19:00 |

| 賽後數據 |

| 台灣啤酒 88–76 桃園璞園                           |  |                                                  |
| 得分： 塞瑟夫 19 篮板： 塞瑟夫 11 助攻： 王子綱 6 |  | 得分： 陳冠全 14 篮板： 吳岱豪 5 助攻： 林金榜 4 |

Game 2
| 4月21日 17:00 |

| 賽後數據 |

| 裕隆納智捷 99–96 富邦勇士                     |  |                                                   |
| 得分： 夏普 25 篮板： 夏普 17 助攻： 林韋翰 7 |  | 得分： 林書緯 23 篮板： 米歇爾 14 助攻： 林書緯 4 |

| 4月21日 19:00 |

| 賽後數據 |

| 桃園璞園 82–86 台灣啤酒                    |  |                                                   |
| 得分： 強森 30 篮板： 強森 7 助攻： 強森 7 |  | 得分： 塞瑟夫 17 篮板： 多個球員 11 助攻： 愛德 5 |

Game 3
| 4月23日 18:00 |

| 賽後數據 |

| 富邦勇士 89–64 裕隆納智捷                           |  |                                                 |
| 得分： 多個球員 17 篮板： 賈西亞 14 助攻： 林書緯 6 |  | 得分： 夏普 15 篮板： 夏普 12 助攻： 多個球員 2 |

| 4月23日 20:00 |

| 賽後數據 |

| 台灣啤酒 63–73 桃園璞園                             |  |                                            |
| 得分： 塞瑟夫 14 篮板： 塞瑟夫 14 助攻： 多個球員 4 |  | 得分： 強森 25 篮板： 強森 8 助攻： 強森 7 |

Game 4
| 4月25日 18:00 |

| 賽後數據 |

| 裕隆納智捷 89–93 富邦勇士                     |  |                                                     |
| 得分： 夏普 26 篮板： 夏普 25 助攻： 林韋翰 9 |  | 得分： 賈西亞 27 篮板： 多個球員 10 助攻： 林書緯 9 |

| 4月25日 20:00 |

| 賽後數據 |

| 桃園璞園 86–82 台灣啤酒（OT）               |  |                                                   |
| 得分： 強森 28 篮板： 凱爾 10 助攻： 強森 8 |  | 得分： 塞瑟夫 19 篮板： 塞瑟夫 20 助攻： 塞瑟夫 4 |

Game 5
| 4月27日 19:00 |

| 賽後數據 |

| 富邦勇士 78–82 裕隆納智捷                         |  |                                                |
| 得分： 林書緯 22 篮板： 米歇爾 14 助攻： 米歇爾 4 |  | 得分： 夏普 39 篮板： 夏普 21 助攻： 林韋翰 13 |

| 4月27日 19:00 |

| 賽後數據 |

| 台灣啤酒 87–76 桃園璞園                      |  |                                               |
| 得分： 愛德 15 篮板： 王皓吉 9 助攻： 愛德 6 |  | 得分： 強森 24 篮板： 凱爾 11 助攻： 吳家駿 5 |

Game 6
| 4月28日 19:00 |

| 賽後數據 |

| 裕隆納智捷 63–90 富邦勇士                     |  |                                                   |
| 得分： 夏普 18 篮板： 夏普 11 助攻： 林韋翰 9 |  | 得分： 米歇爾 20 篮板： 米歇爾 22 助攻： 林書緯 4 |

| 4月28日 19:00 |

| 賽後數據 |

| 桃園璞園 73–79 台灣啤酒                      |  |                                                 |
| 得分： 吳家駿 16 篮板： 凱爾 8 助攻： 凱爾 6 |  | 得分： 蔣淯安 23 篮板： 塞瑟夫 12 助攻： 愛德 6 |